# Tu-22 (航空機)
Ту-22
Tu-22　モニノ空軍博物館の展示機
- 用途：戦術爆撃機
- 分類：爆撃機
- 設計者：ツポレフ設計局
- 製造者：ツポレフ
- 運用者： リビア(リビア空軍)
- 初飛行：1959年9月7日*原型機／1961年*Tu-22K
- 生産数：311機
- 運用開始：1962年*Tu-22／1967年*Tu-22K
- 運用状況： リビアで現役
- 派生型：Tu-22M

Tu-22(ツポレフ22；ロシア語:Ту-22トゥー・ドヴァーッツァチ・ドヴァー)は、ソ連のツポレフ設計局で開発された超音速爆撃機(Сверхзвуковой бомбардировщик)。ソ連のパイロットたちからは、「錐」という意味の「シーロ」(Шилоシーラ)という渾名で呼ばれた。北大西洋条約機構(NATO)は、識別のため「ブラインダー」(Blinder:「目隠し」)というNATOコードネームをつけた。
爆撃機としてはペイロードや航続距離が小さく、必ずしも成功作とは言えなかったが、強い後退角を持つ主翼や、垂直尾翼の両脇に配置された大型のジェットエンジンなど、西側にはない斬新かつスマートなデザインは注目を浴びた。

## 概要

### 開発
Tu-22の開発は、ソ連空軍の主力中距離爆撃機Tu-16を代替する目的で始められた。試作機、航空機105(サモリョート105；Самолет 105サマリョート・ストー・ピャーチ)は、ツポレフ設計局で1954年に設計された。しかし、初めての本格的な大型超音速機の開発は難航し、初飛行は1958年6月21日までずれ込んだ。その後、より強力なエンジンや中央航空流体研究所(TsAGI；ツァーギ)によって研究されたエリアルールを採用した新しい試作機航空機105A(サモリョート105A；Самолет 105Аサマリョート・ストー・ピャーチ・アー)が製造され、1959年9月7日に飛行する。この機体がTu-22として量産化が決まる。
Tu-22は当初、スマートな外観から「ビューティ」(Beauty:美人)というNATOコードネームを付けられたが、敵機の名前としては美しすぎるとのことで、「ブラインダー」に変更された、と長年言われていた。しかし実際は、1961年のツシノ航空ショーに出席した西側の武官がTu-22を見て「イッツ・ビューティ」(It's beauty:こいつは綺麗だ)と呟いたのを、横にいた記者がNATOコードネームと捉えたために生じた誤解であった。また、この時同時に公開された大型戦闘機Tu-128（Tu-28）にもNATOコードネームに関する混乱があり、爆撃機と認識した西側はTu-128を「ブラインダー」と呼んでいた。その後、戦闘機と判明したTu-128のコードネームを「フィドラー」に変更し、宙に浮いた「ブラインダー」はTu-22のコードネームに割り当てられた。
Tu-22は、当初地上常設、海上および移動式の目標に対する超音速ミサイル爆撃機 (ロシア語では「超音速ロケット搭載爆撃機」を意味する「Сверхзвуковой бомбардировщик-ракетоносец」と呼ぶ) として計画された。だが、最初の量産型、Tu-22およびTu-22Bではミサイルは搭載されず、旧来の爆撃機と変わらぬ自由落下型爆弾のみの運用となっていた。これら能力不足のシリーズは実質的には機体の実用化試験のための前量産機であり、少数しか生産されなかった。また、通常爆撃機型のTu-22Bが少数生産に留まった原因としては、当時のソ連主席フルシチョフの「ミサイル万能論」の影響を受けたということもあげられている。
この理由により、Tu-22へのミサイル運用能力付与は必須の課題となった。Tu-22初期型の配備に先駆け、1961年には当初より予定された本格的ミサイル爆撃機となるTu-22Kが初飛行する。
Tu-22Kに搭載される空対地ミサイルはKh-22 ラードゥガ(Х-22 "Радуга"；「радуга」は「虹」の意味。NATOコードネーム AS-4 キッチン)と呼ばれる専用のもので、Tu-22胴体に半埋め込み式で搭載されるものであった。また、Kh-22には対レーダーミサイル型のKh-22P ラードゥガ(Х-22П "Радуга")も開発され、これを運用するシステムも開発された。Tu-22は従来どおりの自由落下型爆弾も搭載可能で、その場合は13 tまでの爆弾を爆弾格納庫へ積載できた。これ以外にもTu-22は機外装備として、主翼下面に各1 基の小型爆弾架を積載できた。

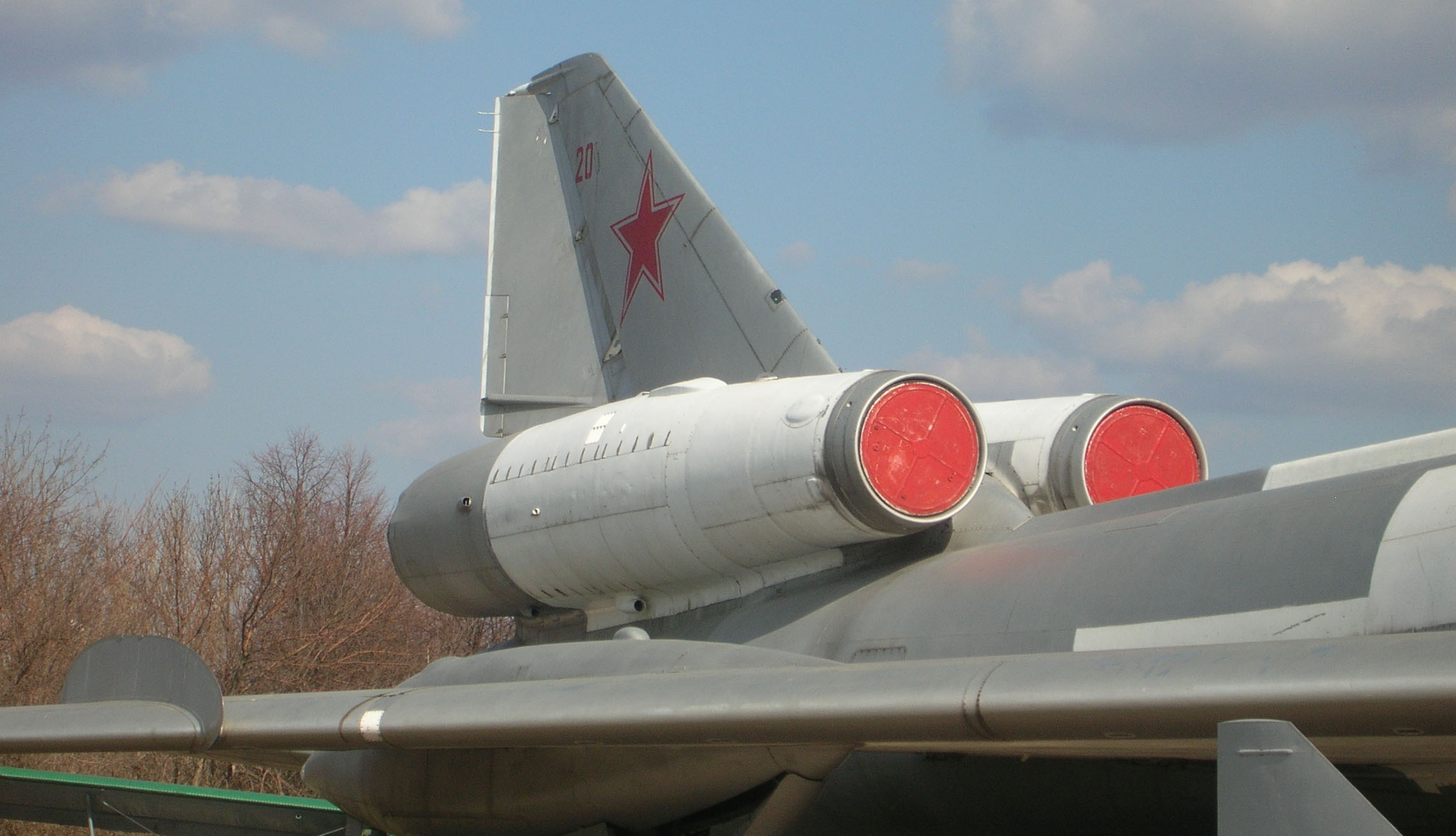
Tu-22の特徴である背負式配置エンジン

Tu-22の搭載エンジンにはドブルィーニン設計局製の強力なターボジェットエンジンRD-7Mが選ばれ、2 基が尾部に集中搭載された。このエンジンはアフターバーナー付きの大型のもので、55度の後退角をもつ主翼と相俟って、当時の大型機としては驚くべき1600 km/hの最高速度を叩き出した。発展型、Tu-22Kでは、エンジンは改良型、RD-8Mに変更された。ただ、エンジン装備位置が高いため、整備時には特別に足場を用意する必要があるなど、運用面では苦労もあった。
Tu-22からは、爆撃機以外にもさまざまな派生型が開発された。もっとも多く生産されたのは爆撃能力を残した前線偵察機型Tu-22Rであった。そのほか、Tu-22派生型の中で空軍でもっとも重要だったのは、近代的電子戦に対応する電子戦機型や電子情報収集機型であった。これらは、ソ連空軍にとっての初の同種の機体として配備された。この他、Tu-22は「殺人機」と呼ばれたほど操縦が困難な機体であったので、専用の訓練用機材も開発された。Tu-22UおよびTu-22UDと呼ばれる4 人乗りの機体は、46機が製造されたことになっている。Tu-22シリーズは、1969年までの間に全派生型合わせて311機が製造された。

### 配備
Tu-22は、1962年にソ連空軍最初の量産型超音速中距離爆撃機として配備が始められた。一方、1965年採用のKh-22を搭載するTu-22Kの配備は、1967年から開始された。Tu-22の生産はカザーニの国立第22航空機工場で行われ、エンジンを換装しまた空中給油装置を設置するなどした航続距離延伸型のTu-22KDと合わせて76 機が生産された。Kh-22は、700 機程度が製造された。
公式にはまだ実戦配備されていなかったが、1965年にはすでに最初のTu-22Kが3つの爆撃航空連隊へ配備されていた。配備部隊は、ベラルーシ・ミンスクのマチュリシュチの第121長距離爆撃航空連隊、同じくバラーノヴィチの第203長距離爆撃航空連隊、ウクライナ・ジトーミルのオズョールノエの第341長距離爆撃航空連隊であった。これらの部隊の任務は、第一に核爆弾での中央ヨーロッパおよび南ヨーロッパへの攻撃、第二に地中海、北海のNATO艦隊への攻撃であった。これ以外にも、Tu-22Kは太平洋方面の部隊へ配備が行われた。
Tu-22はTu-16と同様にソ連と国交を結んでいる数カ国へ輸出され、長らく運用されていたが、いずれの国も技術的に高度すぎるTu-22を十分に使いこなせたとは言い難い。ソ連崩壊後は、ロシアやウクライナでも若干数が使用された。

### 実戦

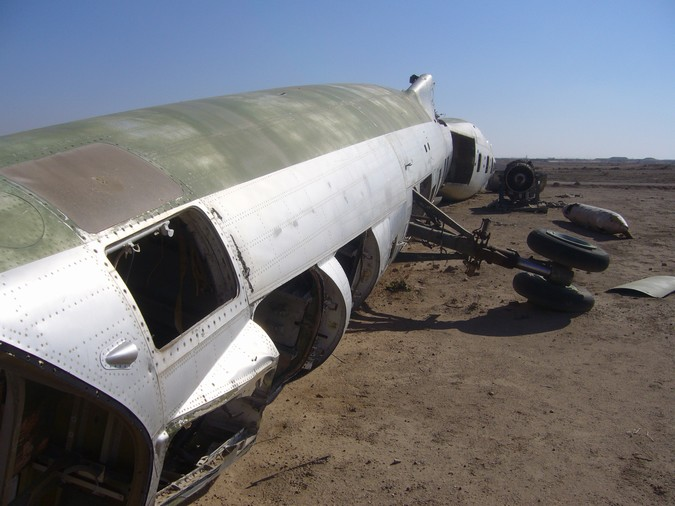
湾岸戦争時に破壊されたイラク空軍のTu-22

Tu-22の実戦投入として知られるのはソ連のアフガニスタン侵攻であるが、このときにはTu-22本来の目的とはことなる対ゲリラ戦に使用されたため、思うような働きはできなかった。電子戦機型Tu-22PDも投入され、Tu-22Mの爆撃任務を支援した。
そのほか、第四次中東戦争でもエジプト(現地のソビエト駐留軍が使用)やリビアの機体が使用された。また、リビア機は1980年代に隣国チャドとの紛争にも投入されたほか、遥かスーダン本国領土への爆撃も行っている。
イラクはイラン・イラク戦争でTu-22を使用した。任務中に、2機のTu-22がイランの首都テヘランを守る地対空ミサイルやイラン空軍のF-14A 戦闘機によってそれぞれ撃墜されている。
2025年6月1日、ウクライナはロシアの複数の基地をドローンを使用して攻撃（蜘蛛の巣作戦を参照）。イルクーツク州のベラヤ空軍基地に駐機していたTu-22が2機破壊されていることが確認された。

## 派生型
Tu-22生産数311機全体の内訳は、試作型2機、A型20機、B型24機、偵察型63機(R、RD)、電子戦型47機(RK、RDK、RDM)、ミサイル搭載型76機(K、KD、KP、KPD)、訓練型46機(U、UD)となっている。なお、各機種名称の語尾につく「D」はロシア語で「長距離の」を意味する「Дальний」の略で、空中給油装置を機首上面に設置した航続距離延伸型の機体であることを意味している。

### 試作型/試験型
105(105ストー・ピャーチ)
1機製造された最初の試作機。
105A(105Аストー・ピャーチ・アー)
1機製造された改良型試作機。
Tu-22A(Ту-22Бトゥー・ドヴァーッツァチ・ドヴァー・ベー)
20機生産された型式で自由落下型爆弾を搭載している。その後、折りからのミサイル万能論に基づいて少数の生産で終了し爆弾の試験機やTu-22U/Tu-22UDが配備されるまで兵装テストや乗員の訓練機として運用。機首はなだらかに整形されていて空中給油プローブは未装備である。NATOコードネームはブラインダーA。

### 量産型
Tu-22K(Ту-22Кトゥー・ドヴァーッツァチ・ドヴァー・カー)
1965年より製造の戦略爆撃機型。Kh-22キッチン空対地ミサイルを1発搭載しスタンドオフ攻撃能力を持つ。尾部には23mm連装砲を装備し敵機の迎撃に使用する。後にイラクに4機が輸出された。NATOコードネームはブラインダーB。
Tu-22KD(Ту-22КДトゥー・ドヴァーッツァチ・カー・デー)
Tu-22Kの航続距離延伸型。NATOコードネームはブラインダーB。
Tu-22R(Ту-22Рトゥー・ドヴァーッツァチ・ドヴァー・エール)
偵察爆撃機型で爆弾倉に偵察用カメラと機材を搭載した型式だが状況に応じて爆装も可能。NATOコードネームはブラインダーC。
Tu-22RD(Ту-22РДトゥー・ドヴァーッツァチ・ドヴァー・エール・デー)
Tu-22Rの航続距離延伸型。NATOコードネームはブラインダーC。
Tu-22RK(Ту-22РКトゥー・ドヴァーッツァチ・ドヴァー・エール・カー)
爆弾層に電子機器並びに探知機などを装備した電子情報収集機(ELINT機)型。NATOコードネームはブラインダーC。
Tu-22RDK(Ту-22РДКトゥー・ドヴァーッツァチ・ドヴァー・エール・デー・カー)
Tu-22RKの航続距離延伸型。NATOコードネームはブラインダーC。
Tu-22RM(Ту-22РМトゥー・ドヴァーッツァチ・ドヴァー・エール・エーム)
Tu-22RDKの改良型。NATOコードネームはブラインダーC。
Tu-22RDM(Ту-22РДМトゥー・ドヴァーッツァチ・ドヴァー・エール・デー・エーム)
Tu-22RDKの発展型で1980年に初飛行した。NATOコードネームはブラインダーC。
Tu-22P(Ту-22Пトゥー・ドヴァーッツァチ・ドヴァー・ペー)
機内に電子戦用の関連機材を搭載した電子戦機型。NATOコードネームはブラインダーE。
Tu-22PD(Ту-22ПДトゥー・ドヴァーッツァチ・ドヴァー・ペー・デー)
Tu-22Pの航続距離延伸型。NATOコードネームはブラインダーE。
Tu-22KP(Ту-22КПトゥー・ドヴァーッツァチ・ドヴァー・カー・ペー)
Tu-22PDにKh-22P対レーダーミサイル1発を搭載可能にした防空網制圧機で1968年に初飛行。NATOコードネームはブラインダーE。
Tu-22KPD(Ту-22КПДトゥー・ドヴァーッツァチ・ドヴァー・カー・ペー・デー)
Tu-22KPの航続距離延伸型。NATOコードネームはブラインダーE。
Tu-22U(Ту-22Уトゥー・ドヴァーッツァチ・ドヴァー・ウー)
6機生産された教育訓練機型。尾部砲塔を装備せず教官席が追加されており外観が変化している。NATOコードネームはブラインダーD。後にイラクに2機が輸出された。
Tu-22UD(Ту-22УДトゥー・ドヴァーッツァチ・ドヴァー・ウー・デー)
40機生産されたTu-22Uの航続距離延伸型。NATOコードネームはブラインダーD。後にリビアに2機が輸出された。

### 輸出型
Tu-22B(Ту-22Bトゥー・ドヴァーッツァチ・ドヴァー・ヴェー)
24機製造されたTu-22Rを改造して作られた輸出型で機首に空中給油プローブが装備されておらず綺麗に整形されている。製造後にイラクに10機、リビアに14機が輸出された。NATOコードネームはブラインダーA。

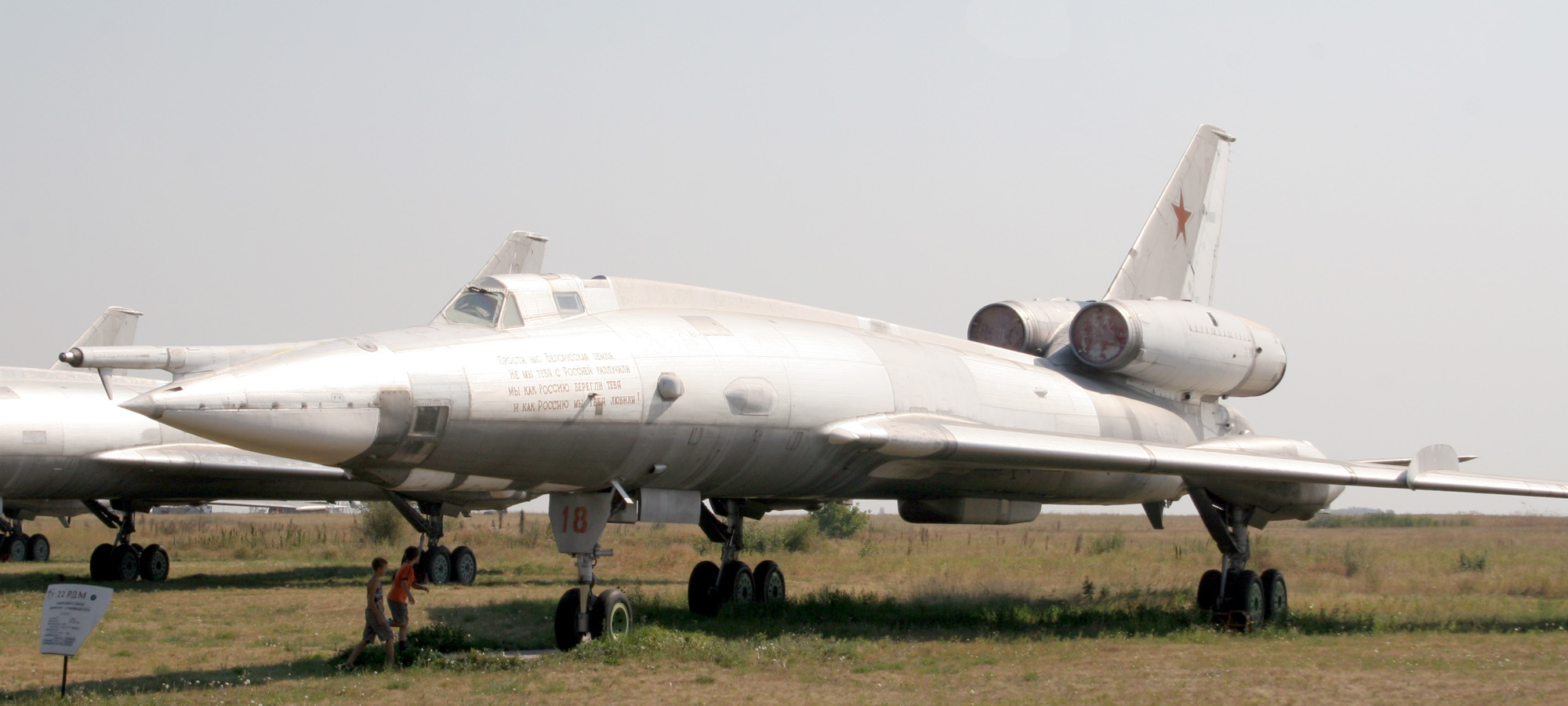
電子情報収集機型　Tu-22RDM
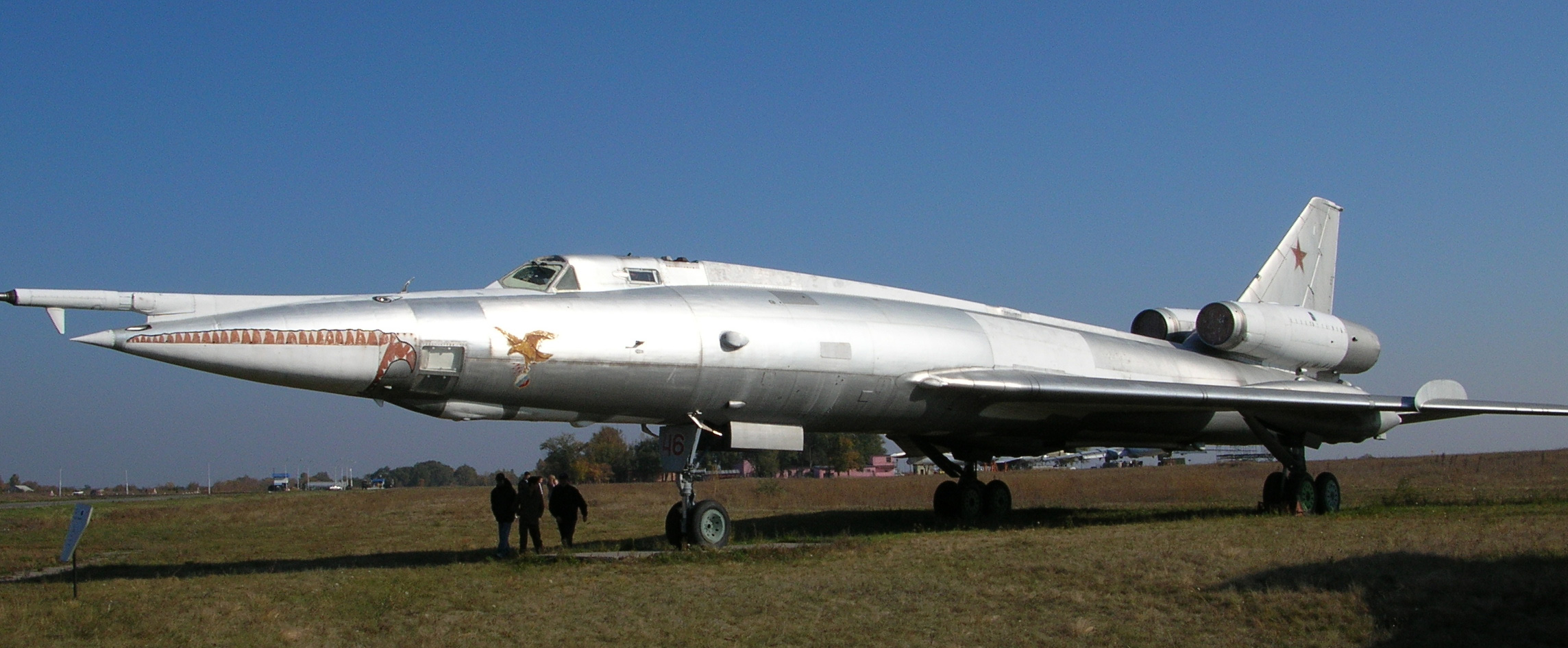
電子戦機型　Tu-22PD
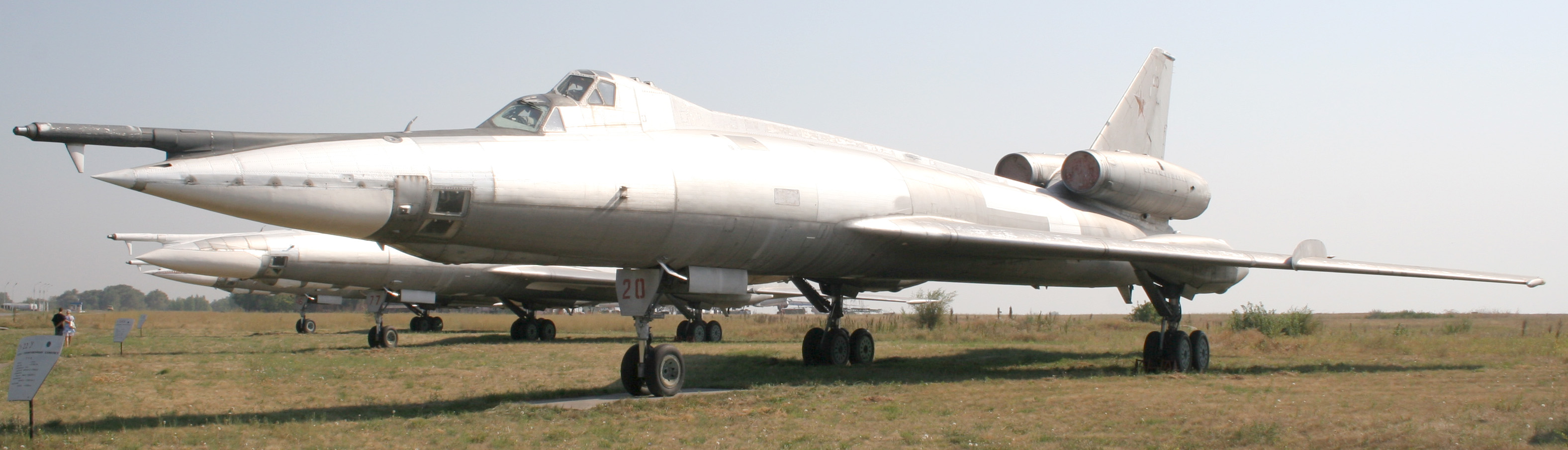
教育訓練機型　Tu-22UD

## スペック

### Tu-22R
- 初飛行：1959年
- 翼幅：23.6 m
- 全長：41.6 m
- 全高：10.0 m
- 翼面積：162.0 m2
- 空虚重量：50000 kg
- 通常離陸重量：85000 kg
- 最大離陸重量：94000 kg
- 発動機：RD-7M(РД-7М) ターボジェットエンジン ×2
- 出力：16000 kg/s
- 最高速度：1640 km/h
- 航続距離：5500 km
- 戦闘行動半径：1300〜2200km
- 実用飛行上限高度：13500 m
- 乗員：3 名
- 武装：23 mm機関砲 R-23(Р-23) ×1(尾部) ※弾薬 500 発
  - 機内爆弾積載量：13000 kg(250 - 9000 kgの爆弾を搭載可能)
  - FAB-500(ФАБ-500) ×24、またはFAB-9000(ФАБ-9000)、あるいはいくらかの特殊弾頭

### Tu-22K
- 初飛行：1961年
- 翼幅：23.60 m
- 全長：41.60 m
- 全高：10.67 m
- 翼面積：162.0 m2
- 空虚重量：50000 kg
- 通常離陸重量：85000 kg
- 最大離陸重量：92000 kg
- 発動機：RD-8M(РД-8М) ターボジェットエンジン ×2
- 出力：16000 kg/s
- 最高速度：1640 km/h
- 巡航速度：980 km/h
- 航続距離：5500 km
- 戦闘行動半径：1300〜2200 km
- 実用飛行上限高度：13500 m
- 乗員：3 名
- 武装：23 mm機関砲 R-23(Р-23) ×1(尾部) ※弾薬 500 発
  - 機内爆弾積載量：13000 kg(250 - 9000 kgの爆弾を搭載可能)
  - FAB-500(ФАБ-500) ×24、またはFAB-9000(ФАБ-9000)、あるいはいくらかの特殊弾頭、Kh-22ラードゥガ(Х-22 "Радуга")空対地ミサイル ×1

## 運用国
リビア